# Vol (příkaz)
V některých operačních systémech (například v DOSu, OS/2 a Microsoft Windows) je vol příkaz v příkazové řádce (shellech) jako je COMMAND.COM nebo cmd.exe. Používá se ke zobrazení popisku svazku, jejího sériového čísla apod. 

## Syntaxe
```
vol [Drive:]

```

### Parametry
- Drive: Tento parametr specifikuje písmenko přiřazené svazku, u kterého chci zobrazit popisek a sériové číslo

Poznámka
- Na Windowsu se sériové číslo zobrazuje pouze u disků, které byly formátované použitím MS-DOSu verze 4 nebo pozdější
- OS/2 dovoluje uživatelům určit více, než 1 písmeno disku. Příkaz vol zobrazí informace u všech

## Příklad

### OS/2
```
[C:\]vol C:

The volume label in drive C is OS/2.
The Volume Serial Number is 0815:1611.

```

### Windows
```
C:\Users\root>
vol
 C:

Volume in drive C is Windows

Volume Serial Number is 080F-100B

```

V příkladu výše by se pokud disk C: neměl žádný popisek zobrazilo "has no label" namísto "is Windows". 

## Podporované souborové systémy
- FAT12
- FAT16
- FAT32
- exFAT
- NTFS